# Desertshore
Desertshore is het derde album van Nico. Het album werd geproduceerd door John Cale en Joe Boyd. Buiten de trompet bespeelde John Cale ook alle instrumenten. Het werd in 1970 uitgebracht.

## Muziek
| Nr. | Titel              | Duur |
| --- | ------------------ | ---- |
| 1.  | Janitor of Lunacy  | 4:01 |
| 2.  | The Falconer       | 5:39 |
| 3.  | My Only Child      | 3:27 |
| 4.  | Le Petit Chevalier | 1:12 |
| 5.  | Abschied           | 3:02 |
| 6.  | Afraid             | 3:27 |
| 7.  | Mütterlein         | 4:38 |
| 8.  | All That Is My Own | 3:54 |